# Леон, Моше
Моше Леон (ивр. מוצי ליאון‎; род. 9 января 1944, Русе, Третье Болгарское царство) — израильский футболист, защитник.

## Карьера

### Клубная карьера
Во взрослом футболе дебютировал в 1961 году в клубе «Маккаби» (Яффа), за который выступал на протяжении всей своей игровой карьеры, продолжавшейся более двадцати лет. В составе клуба неоднократно становился финалистом чемпионата Израиля.
Завершил профессиональную карьеру футболиста в 1984 году.

### Карьера в сборной
В 1962 году дебютировал в официальных матчах в составе национальной сборной Израиля. Вместе со сборной выступал на Кубке Азии 1964, где команда смогла завоевать золотые медали. Во время финала турнира Леон забил свой единственный гол за сборную в ворота команды Южной Кореи.
Всего в составе сборной принял участие в 26 матчах, забив один гол.